# Kinematograf
Kinematograf (prvotvorno na francuskome jeziku Kinétoscope de projection) je uređaj za projekciju filmova kojega su izumili Braća Lumière. Bio je ujedno filmska kamera, stroj za kopiranje i projektor. 
Slično kao i kod Edisonovog kinetoskopa, koristili su 35-mm-film te perforaciju. Premijera Cinématographa za biranu publiku bila je održana 22. ožujka 1895. godine, a za građanstvo 28. prosinca 1895.